# Elisabet Gelabert Echániz
Elisabet Gelabert Echániz (Madrid, 10 de septiembre de 1972) es una actriz española con destacada trayectoria en teatro, dirigida entre otros, por Gerardo Herrero, Miguel del Arco, Andrés Lima  y Silvia Munt..También en televisión, en series como La casa de papel, Élite, Gigantes y Querer.

## Trayectoria
Aunque le fascinaba el cine, se diplomó por la Escuela Municipal de Teatro Clásico de Madrid. Luego, con 22 años, siguió formándose actriz en el Teatro de la Abadía, de Madrid, con los que hizo más de 15 espectáculos y donde también impartió formaciones.
Entre los textos que ha representado, Divinas Palabras, Un enemigo del Pueblo, Maribel y la extraña familia, Retablo de la Avaricia, Tito Andrónico, El Mercader de Venecia, El Rey Lear y El Precio. En 2012 ganó el Premio Unión de Actores a la mejor actriz secundaria de teatro por Veraneantes, de Miguel del Arco y Teatro de la Abadía.
Debutó en televisión en 2000 en Compañeros, serie de Antena 3. Después hizo capitulares en más ficciones, como Policías, en el corazón de la calle, Motivos personales, El internado, Isabel, La casa de papel, Élite y, con un protagonista en Gigantes.
En 2003 estrenó su primera película Te doy mis ojos, de Icíar Bollaín, por la que fue nominada al Goya a la mejor actriz revelación. Ha trabajado con directores de cine independientes como Juan Cavestany (Gente en sitios) y Carlos Vermut (Magical Girl). Formó parte del reparto de Las furias, ópera prima del dramaturgo Miguel del Arco
En 2019 fue nominada a los XXIX Premios de la Unión de Actores como mejor actriz secundaria de televisión por su papel en la serie de Enrique Urbizu,  Gigantes (Movistar Plus+) . 
En 2025, recibe el Premio Unión de Actores a la mejor actriz de reparto en televisión, por su trabajo en la serie Querer, de Alauda Ruiz de Azúa (MovistarPlus+).

## Filmografía

### Series
| Ano       | Serie                               | Personaje              | Episodios |
| --------- | ----------------------------------- | ---------------------- | --------- |
| 2000      | Compañeros                          | Elena                  | 1         |
| 2000      | Policías, en el corazón de la calle | Soledad Bermúdez       | 3         |
| 2003      | Un lugar en el mundo                |                        | 1         |
| 2005      | Motivos personales                  | Regina                 | 4         |
| 2005      | Hospital Central                    | Celia                  | 1         |
| 2007      | Génesis, en la mente del asesino    | Aurora                 | 1         |
| 2007      | Herederos                           | Piedad                 | 3         |
| 2008      | El comisario                        |                        | 1         |
| 2010      | Acusados                            | Cristina               | 6         |
| 2010      | La pecera de Eva                    | Mare de Maca           | 10        |
| 2010      | El internado                        | Noelia Alonso Pastor   | 8         |
| 2012-2014 | Isabel                              | Catalina               | 20        |
| 2017      | La casa de papel                    |                        | 2         |
| 2018      | Élite                               | Azucena                | 6         |
| 2018-2019 | Gigantes                            | Márquez                | 7         |
| 2020      | Madres. Amor y vida                 | Esmeralda Amuedo López | 17        |
| 2024      | Beguinas                            | Lucrecia de Avellaneda | 1         |
| 2024      | Querer                              | Reparto                | 2         |

### Cine
| Año  | Película                     | Personaje          | Director                  |
| ---- | ---------------------------- | ------------------ | ------------------------- |
| 1995 | Maika (cortometraje)         |                    | Igor Fioravanti           |
| 2000 | Amores que matan             |                    | Icíar Bollaín             |
| 2003 | Te doy mis ojos              | Lola               | Icíar Bollaín             |
| 2005 | La noche del hermano         | Marta              | Santiago García de Leániz |
| 2012 | Don Pepe Popi (cortometraje) |                    | Carlos Vermut             |
| 2014 | Magical Girl                 | Ada                | Carlos Vermut             |
| 2014 | Los tontos y los estúpidos   | Hermano de Lourdes | Roberto Castón            |
| 2016 | Las furias                   | Nekane             | Miguel del Arco           |
| 2016 | La mano invisible            | Limpiadora         | David Macián              |
| 2017 | Demonios tus ojos            | Julia              | Pedro Aguilera            |
| 2017 | Bajo la Rosa                 | Julia Francés      | Josué Ramos               |

## Premios
- 2012 Premio Unión de Actores a la mejor actriz secundaria de teatro por la obra Veraneantes.  .[2]
- 2019. Nominada al Premio Unión de Actores como mejor actriz secundaria de televisión, por la serie Gigantes.[8]
- 2025. Premio Unión de Actores a la mejor actriz de reparto en televisión, por la serie Querer.[6]